# Berliner Kelchkrater des Berliner Tänzerinnenmalers

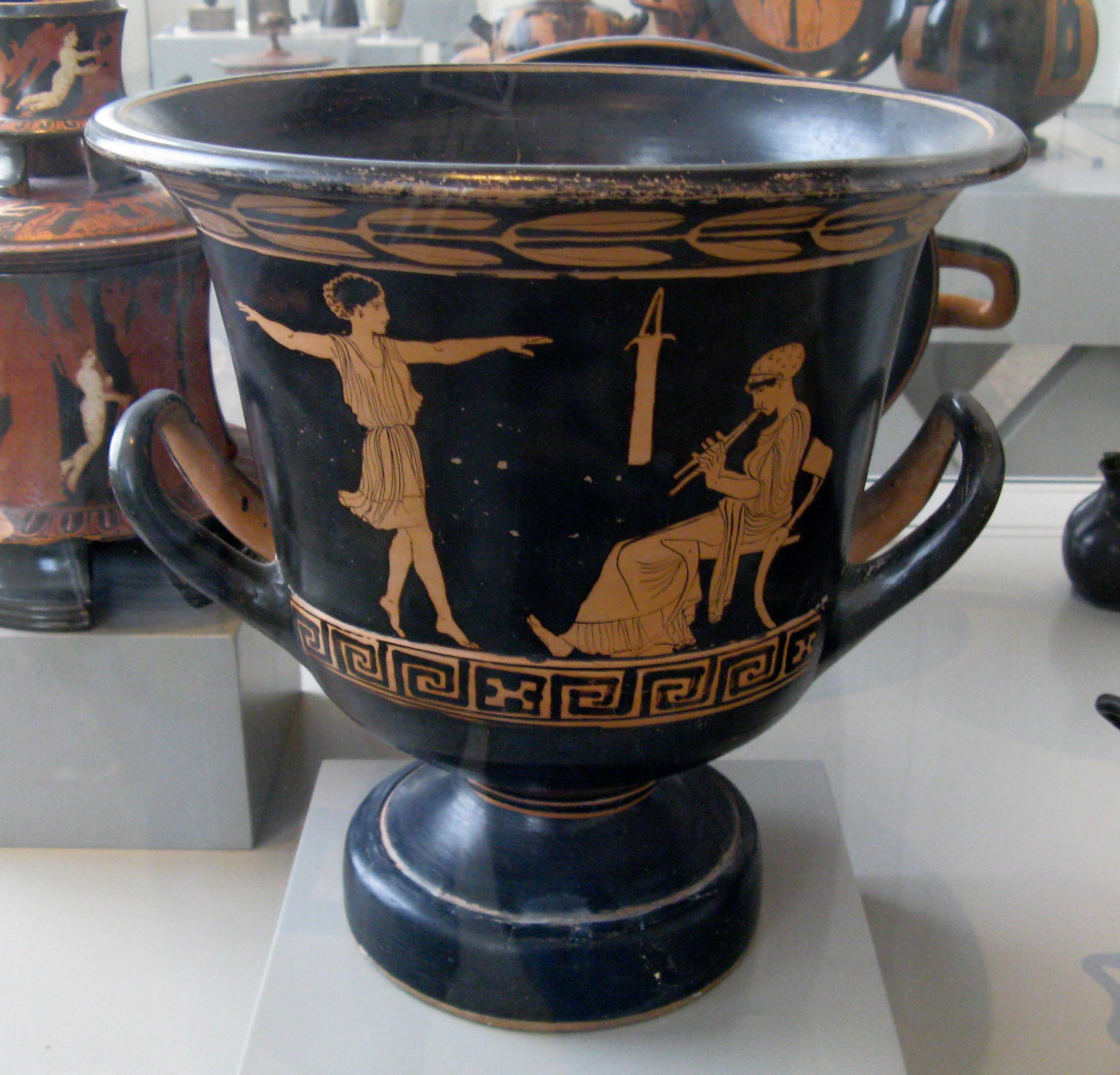
Der Kelchkrater in der Berliner Ausstellung bis 2010

Der Berliner Kelchkrater des Berliner Tänzerinnenmalers ist ein frühapulisch-rotfiguriger Kelchkrater, der in die Zeit um 440/430 v. Chr. datiert wird. Es ist die Namenvase des Malers der Berliner Tänzerin.
Das zentrale Bild zeigt ein älteres Mädchen beim Tanzunterricht. Sie hat ihre Arme ausgebreitet und balanciert auf den Zehen. Der Körper ist straff und angespannt. Der nachwehende Saum zeigt, dass die junge Tänzerin offenbar gerade eine Drehung vollführt. Sie ist mit einem kurzen, gegürteten dorischen Chiton bekleidet, Arme und Beine sind unbekleidet. Während der Chiton weitestgehend locker fällt und kaum Konturen erahnen lässt, hat der Maler die Konturen der Brüste zart angedeutet, wohl um das ungefähre Alter des Mädchens zu umschreiben. Die lockigen Haare trägt es hoch, im Ohr trägt es einen kreuzförmigen Ohrring. In der rechten Bildhälfte ist eine auf einem Klismos sitzende Doppelaulosspielerin abgebildet. Die Anstrengung der jungen Frau beim Spielen ihres Instruments ist klar ersichtlich, die Wangen sind gebläht. Sie trägt ein längeres Gewand, nur die Arme und die Füße sind unbedeckt. Mit dem Fuß gibt sie den Takt für die Musik vor. Die Haare sind von einer Haube verdeckt. An der Wand hängt das Futteral des Aulos. Die zweite Bildseite zeigt einen bärtigen Lehrer mit einem auf einen Stab gelagerten Arm auf der linken Seite, der seinen jungen Schüler zurechtweist. Zwischen beiden zeigt der Maler eine Säule, die die Örtlichkeit, ein Gymnasion kennzeichnen soll. Der Jüngling ist völlig in seinen Mantel gewickelt, während der Lehrer den halben Oberkörper unbekleidet lässt. Die Bildfelder werden unten von einem Mäanderstreifen und oben von einem Streifen mit Lorbeerblättern begrenzt.
Beide Bildseiten haben eine ähnliche Thematik: die Ausbildung von Heranwachsenden. Für die Ausbildung männlicher Kinder finden sich häufig Abbildungen auf Vasen, vor allem aus dem gymnischen Umfeld. Darstellungen der Ausbildung von Mädchen sind vergleichsweise selten. Tanz gehörte zum einen zum Ausbildungskanon, den ein Mädchen vor der Ehe erlernen sollte, zum anderen zählten kultische Feste, häufig mit Tanz verbunden, zu den seltenen Gelegenheiten, bei denen Töchter aus wohlhabenderen Familien ihr geschütztes Heim verlassen durften. Möglicherweise wird hier der Tanz der Peplophoren gezeigt, bei dem Mädchen als Einzeltänzerinnen in Gedenken an Demeter, die nur mit einem Peplos bekleidet ihre entführte Tochter Persephone suchte, nur mit einem Peplos bekleidet Tänze aufführten.
Das Werk besticht durch seine Dynamik, die sich in der Form selten in der Vasenmalerei findet, Vasenbilder vermitteln im Allgemeinen einen statischen Eindruck. 
Der Krater wurde 1858 aus dem Nachlass Theodor Panofkas erworben. Heute wird er in der Berliner Antikensammlung unter der Inventarnummer F 2400 ausgestellt. Die bis auf einige Bestoßungen gut erhaltene Vase ist 26,5 Zentimeter hoch und misst ebenfalls 26,5 Zentimeter im Durchmesser.